# Colla amoena
Colla amoena är en fjärilsart som beskrevs av Paul Dognin 1923. Colla amoena ingår i släktet Colla och familjen silkesspinnare. Inga underarter finns listade i Catalogue of Life.